# Lepthyphantes centromeroides
Lepthyphantes centromeroides är en spindelart som beskrevs av Kulczynski 1914. Lepthyphantes centromeroides ingår i släktet Lepthyphantes och familjen täckvävarspindlar. Utöver nominatformen finns också underarten L. c. carpaticus.